# Ilja Iljin
Ilja Aleksandruly Iljin (kasachisch Илья Александрұлы Ильин, russisch Илья Александрович Ильин, Ilja Alexandrowitsch Iljin; * 24. Mai 1988 in Qysylorda) ist ein kasachischer Gewichtheber. Er war mehrfach Weltmeister, seine Olympiasiege wurde wegen Dopingvergehen aberkannt.

## Karriere
Iljin begann seine internationale Karriere mit der Teilnahme an der Junioren-Weltmeisterschaft 2005 in Busan, wo er im Leichtschwergewicht bis 85 kg mit 374,0 kg (168,0/206,0 kg) im Zweikampf Gold gewann. Im selben Jahr nahm er auch an der WM der Senioren teil und konnte auch hier mit einer Zweikampfleistung von 386,0 kg (170,0/216,0 kg) den Titel gewinnen. Nachdem er im Reißen auf dem 7. Platz zurücklag, nutzte Iljin die relativ hohe Anzahl an Fehlversuchen seiner Konkurrenz im Stoßen aus und platzierte sich vor Lu Yong mit 385,0 kg und Aslambek Edijew mit 381,0 kg.
2006 wechselte Iljin eine Klasse höher ins Mittelschwergewicht bis 94 kg Körpergewicht. Hier konnte er seinen Erfolg aus dem Vorjahr wiederholen und wurde sowohl Junioren-, als auch Seniorenweltmeister. Bei der Junioren-WM in Hangzhou hob Iljin insgesamt 401,0 kg (176,0/225,0 kg). Zweiter wurde Andrej Aramnau mit 393,0 kg. Bei der Weltmeisterschaft der Senioren reichten bereits 392,0 kg (175,0/217,0 kg) und ein niedriges Körpergewicht aus um den Titel zu gewinnen. Iljin, Szymon Kołecki und Roman Konstantinow erzielten alle 392,0 kg, weshalb die Zweikampfmedaillen rein nach Körpergewicht vergeben wurden. Da Iljin der Sieg relativ früh im Wettkampfverlauf sicher war, ging er im Zweit- und Drittversuch an die Weltrekordlast von 233,0 kg, scheiterte jedoch beidesmal.
Nachdem Iljin 2006 noch die Asienspiele in Doha mit neuem Asienrekord im Stoßen von 226,0 kg gewann, trat er zu den Olympischen Spielen 2008 in Peking an. Dort gewann er die Goldmedaille, welche ihm aber nachträglich aberkannt wurde. Im Februar 2009 wurde Iljin in eine Messerstecherei verwickelt, konnte das Krankenhaus jedoch nach einer kurzen Untersuchung wieder verlassen.
Erst 2010 erschien Iljin wieder auf der Bühne. Bei den kasachischen Meisterschaften startete er mit 96,25 kg im Schwergewicht und hob mit 185,0 kg im Reißen und 228,0 kg im Stoßen insgesamt 413,0 kg. Die 228,0 kg im Stoßen bedeuteten zugleich einen neuen kasachischen Rekord. Aufgrund einer im Training zugezogenen Verletzung konnte er jedoch nicht an den Weltmeisterschaften in Antalya teilnehmen. Seinen bislang jüngsten Start (Stand: Februar 2011) hatte Iljin bei den Asienspielen 2010 in Guangzhou, wo er 394,0 kg (175,0/219,0 kg) im Mittelschwergewicht bis 94 kg erzielte. Im letzten Stoßversuch scheiterte er daran, seinen eigenen Asienrekord auf 227,0 kg zu verbessern.

### Doping
Im Juni 2016 testete das IOC die Proben von den Olympischen Sommerspielen 2008 und 2012 erneut. In der Probe von 2008 wurde Stanozolol und 2012 Stanozolol und Dehydrochlormethyltestosteron nachgewiesen. Er wurde vom IOC disqualifiziert und bekam die Goldmedaillen von 2008 und 2012 aberkannt.

## Persönliche Bestleistungen
- Reißen: 191 kg in der Klasse bis 105 kg bei der Weltmeisterschaft im Gewichtheben 2014
- Stoßen: 246 kg in der Klasse bis 105 kg beim IWF Grand Prix Presidents Cup (Grozny) im Gewichtheben 2015
- Zweikampf: 437 kg (191/246 kg) in der Klasse bis 105 kg beim IWF Grand Prix Presidents Cup (Grozny) im Gewichtheben 2015